# À l'Olympia (album de Trust)
Pour les articles homonymes, voir À l'Olympia.
Albums de Trust
Trust: Le Best Of
(2008) Live au Rockpalast
(2011)
À l'Olympia est un album live du groupe de hard rock français Trust enregistré le 4 décembre 2007 à L'Olympia et sorti en 2009 sur le label XIII Bis Records.

## Liste des pistes

### Disque 1
| No  | Titre                         | Durée |
| --- | ----------------------------- | ----- |
| 1.  | Marche ou crève               | 04:42 |
| 2.  | Palace                        | 07:03 |
| 3.  | Au nom de la race             | 06:22 |
| 4.  | Darquier                      | 03:07 |
| 5.  | Fais où l'on te dit de faire  | 08:03 |
| 6.  | Sors tes griffes              | 04:41 |
| 7.  | Mr Comédie                    | 03:25 |
| 8.  | On lèche, on lâche, on lynche | 04:20 |
| 9.  | Le Temps efface tout          | 06:22 |
| 10. | Ton dernier acte              | 06:00 |
| 11. | Les Templiers                 | 03:39 |
| 12. | Préfabriqués                  | 04:12 |
| 13. | Surveille ton look            | 09:11 |

### Disque 2
| No  | Titre               | Durée |
| --- | ------------------- | ----- |
| 1.  | Certitude Solitude  | 04:35 |
| 2.  | Fatalité            | 04:17 |
| 3.  | Saumur              | 06:42 |
| 4.  | Instinct de mort    | 10:03 |
| 5.  | Police Milice       | 02:44 |
| 6.  | L'Élite             | 06:36 |
| 7.  | Tous ces visages    | 03:57 |
| 8.  | Chaude est la foule | 05:15 |
| 9.  | Le Mitard           | 06:00 |
| 10. | Bosser 8h           | 05:20 |
| 11. | Antisocial          | 07:05 |

## Personnel
- Bernie Bonvoisin : Chant
- Norbert Krief : Guitare
- Bruno "Deck" Le Goff : DJ
- Yves Brusco : Guitare
- Farid Medjane : Batterie
- Ismalia Diop : Guitare basse